# Gilberto de Almeida Rêgo
Gilberto Leonel de Almeida Rêgo (Belém, 21 febbraio 1881 – Belém, 21 ottobre 1961) è stato un arbitro di calcio brasiliano, internazionale dal 1930 al 1931.

## Biografia
Considerato uno degli arbitri brasiliani più quotati negli anni '20, partecipò alla prima edizione dei campionati mondiali di calcio del 1930, svoltisi in Uruguay, dirigendo tre gare e svolgendo funzioni di guardalinee in altre due partite, compresa la partita inaugurale tra Francia e Messico.
La prima gara che diresse fu quella tra Argentina e Francia, caratterizzata da un episodio controverso. Mentre l'Argentina conduce 1–0 e i francesi cercano di pareggiare, Rêgo fischia la fine della partita sei minuti prima della fine ufficiale, all'84º minuto, proprio mentre l'attaccante francese Langiller aveva una chiara occasione da rete. Tale circostanza ha fatto arrabbiare giocatori e spettatori francesi. Dopo che entrambe le squadre hanno lasciato il campo, ci fu un'invasione da parte di spettatori indignati. Uno degli assistenti finisce per convincere l'arbitro del suo errore, e quest'ultimo decide di richiamare i giocatori, mentre sono negli spogliatoi, alcuni già sotto la doccia. Il punteggio non cambia, ma i francesi escono tra l'ovazione degli spettatori uruguaiani.
Nonostante questo clamoroso errore di valutazione Rêgo arbitrerà altre due partite del torneo: quella del turno preliminare tra Uruguay e Romania, terminata 4–0, e la semifinale, sempre tra l'Uruguay e la Jugoslavia, terminata 6–1, dove l'arbitro, sul 2–1 per i sudamericani, annullò una segnatura degli slavi per un dubbio fuorigioco. Questo fatto, unito alla sua direzione generale di gara – ritenuta da questi ultimi non imparziale e sbilanciata a favore dei padroni di casa – fu alla base del rifiuto della Jugoslavia a giocare una presunta finale per il 3º e il 4º posto che in realtà non si è mai disputata, secondo la versione ufficiale riconosciuta dalla FIFA.
Terminò la carriera arbitrale nel 1931.
Scomparve nell'ottobre del 1961 all'età di 80 anni.